# Ardis II
Ardis II (en grec antic Ἃρδυς) fou rei de Lídia successor del seu pare Giges, i va regnar de l'any 682 aC, fins al 633 aC.
Durant el seu regnat va ocupar Priene, i va fer la guerra a la ciutat de Milet. Va patir una devastadora incursió dels cimmeris, expulsats dels seus assentaments pels escites nòmades. Els cimmeris van ocupar la capital, Sardes, excepte la ciutadella, segons diu Heròdot. El va succeir Sadiates.